# Romeins theater van Sessa Aurunca

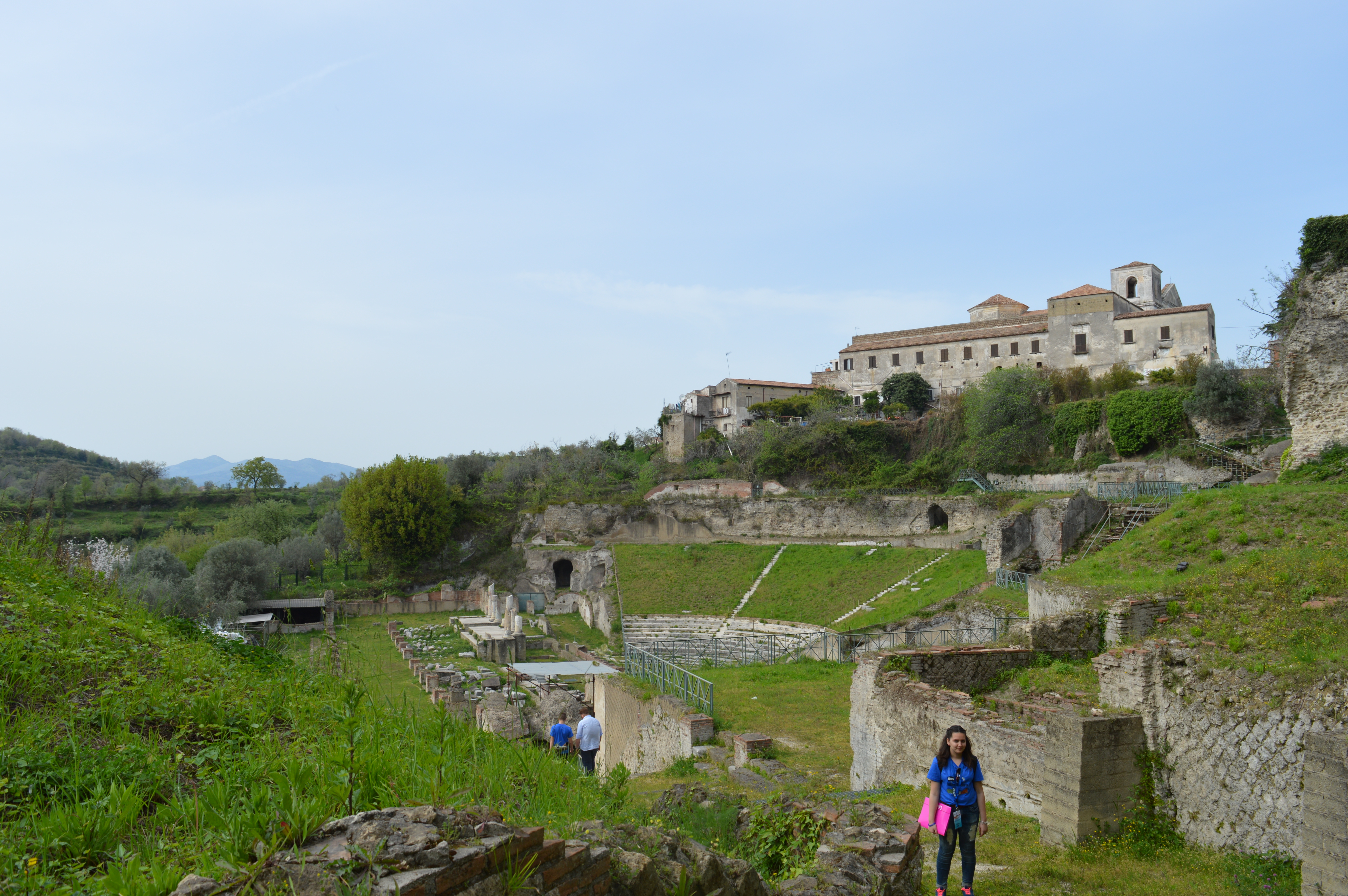
Romeins theater van Sessa Aurunca, Italië

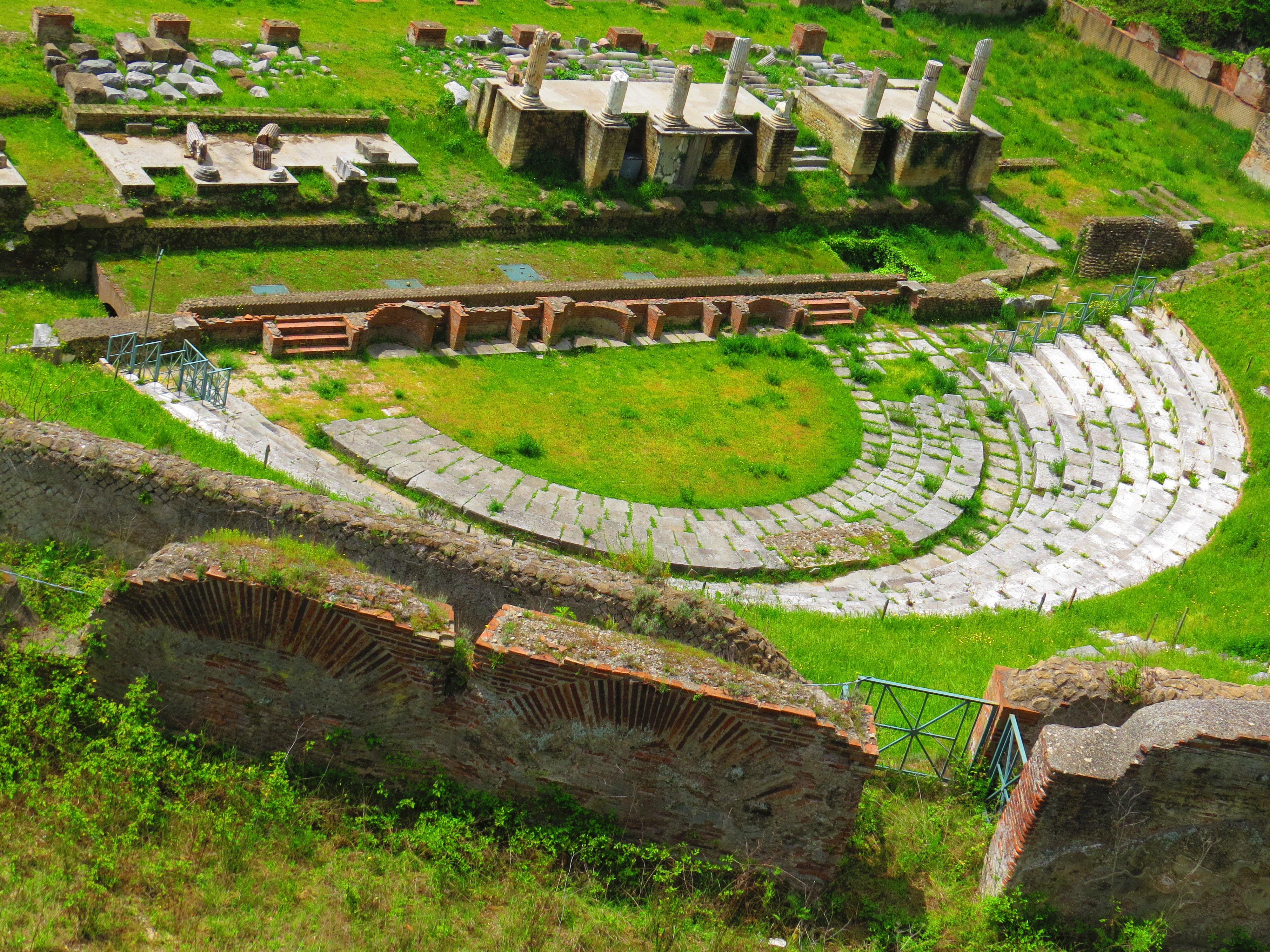
Het Romeinse amfitheater

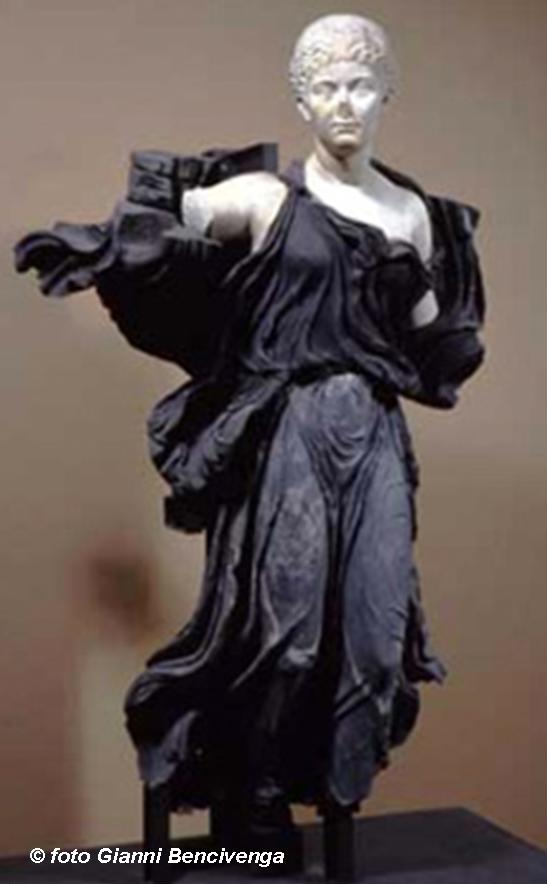
Beeld van Vibia Matidia (2e eeuw) in Sessa Aurunca

Het Romeins theater (1e eeuw) in Sessa Aurunca was een van de grote theaters uit de Romeinse Tijd in de Italiaanse regio Campanië. Alhoewel het theater dateert van de 1e eeuw, gebeurde de monumentale uitbouw pas in de 2e eeuw, onder toedoen van Vibia Matidia, zus van keizer Hadrianus.

## Historiek

### Romeinse Tijd
De stad Sessa Aurunca lag aan de Via Appia en was zo vlot bereikbaar vanuit Rome. Julius Caesar had aan sommige van zijn veteranen stukken grond geschonken op de heuvel Sessio, later Sessa genoemd. De stad breidde zich uit. In de 1e eeuw werd een klein theater gebouwd op de heuvels naast Sessa Aurunca. In de 2e eeuw gebeurde de monumentale uitbouw; de stuwende kracht hierachter was Vibia Matidia, in het Italiaans Matidia minore genoemd, de zus van keizer Hadrianus. Zij maakte het theater tot een belangrijke plek voor spektakels. Hiervoor moest een stuk van de heuvels uitgegraven worden. Het theater bood plaats aan 7.000 tot 8.000 toeschouwers.
De diameter van het auditorium in het theater was 110 meter. Op de bovenste rij van het auditorium stonden 80 Ionische zuilen van 4 meter hoog; de zuilen waren gemaakt uit marmer. In het midden van de zuilen stond een sacellum of heilige omheining, waar beelden van de keizerlijke familie stonden. Van het sacellum is enkel de 10-meter lange basis bewaard. Het theater was voor een stuk overspannen met doeken (velarium) om de toeschouwers te beschermen tegen de zon.
Achter de scène stond een langwerpig gebouw van 40 m lang en 24 m hoog. Dit gebouw had drie verdiepingen met elk een zuilengalerij. Dit was als het ware een openluchtmuseum met beelden van Romeinse goden, godinnen, nimfen en keizerlijke aristocratie. Niet alleen de beelden maar ook de versieringen waren in marmer. Het gekleurd marmer kwam van Egypte en Numidië en het wit marmer kwam van Athene en Carrara. Een van de beelden achter het podium was dit van Vibia Matidia in zwarte en witte marmer. Achter het podium stond een porticus post scaenam: hier konden toeschouwers tijdens de pauze verfrissingen halen. Naast het theater waren er latrines voor de acteurs. De latrines hadden een tegelvloer en zijmuren met marmer bekleed. Aan elke zijkant van het podium was er een zaal. De zuidelijke zaal had fresco’s en had een nymphaeum. De noordelijke zaal had een crypte en liep uit op het wegennet van de stad.
Begin 4e eeuw werden er geen voorstellingen meer gegeven. Het theater kwam in verval. Ten gevolge van modderstromen werd het theater bedekt door een laag 40 à 50 cm slib. Modder stroomde over het terrein niet alleen door stortregens maar ook door gebroken aquaducten. Het theater werd een puinhoop door de aardbeving in het jaar 346. De stenen lagen tot 6 meter hoog op elkaar. Doden uit de stad werden er begraven.

### Na de Romeinse Tijd

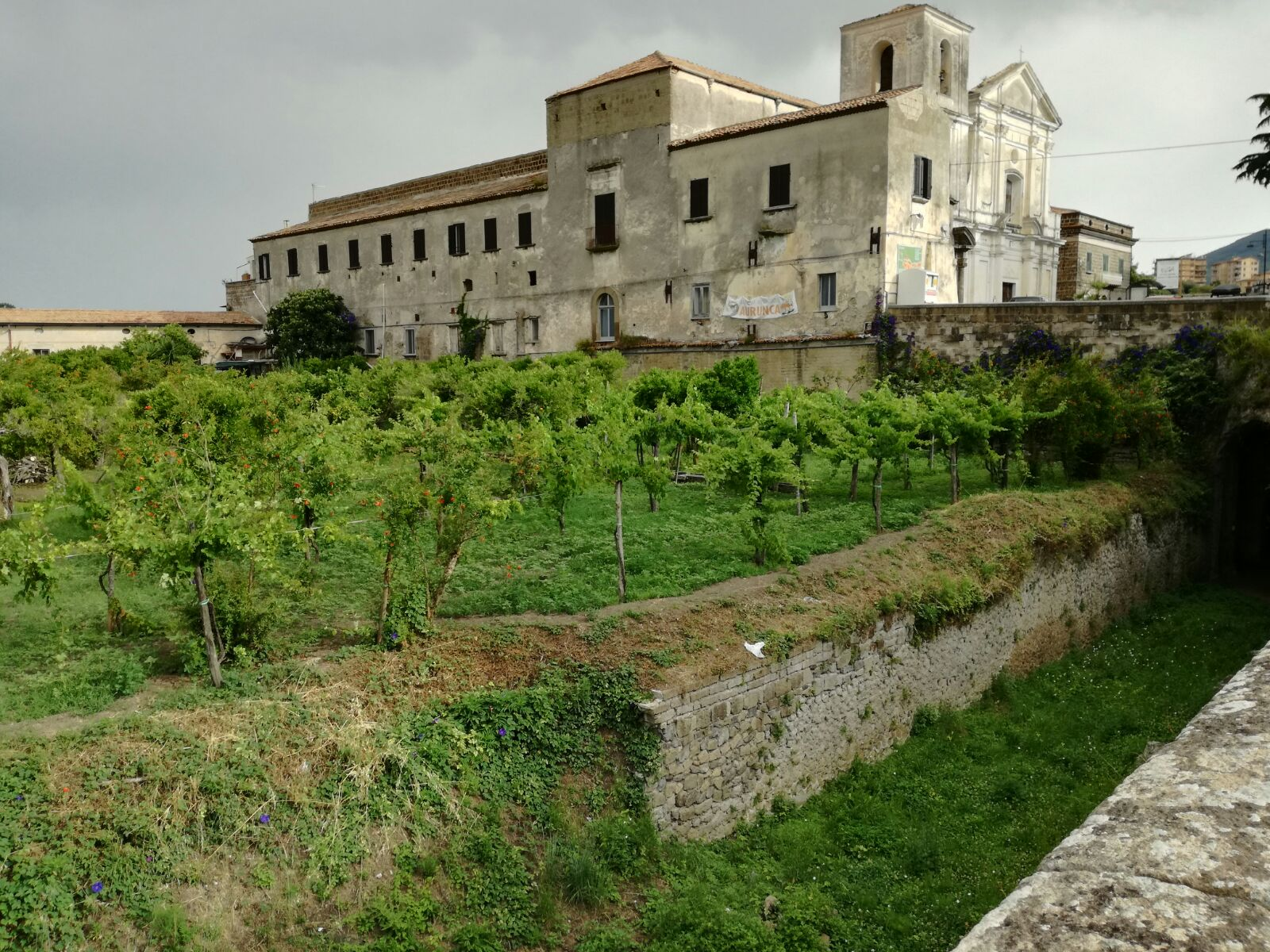
De wijngaard van de bisschop en de ingang van de cryptoporticus

Na de Romeinse Tijd werd stukken marmer weggehaald voor bouwwerken elders. Zo is bekend dat de kathedraal van Sessa Aurunca marmer uit het Romeins theater heeft. Het theater van Sessa Aurunca geraakte voor meer dan een millennium in de vergetelheid.
De archeoloog Amedeo Maiuri (1886-1963) begon met de uitgravingen van het theater. Hij startte in de jaren 1920 en de archeologische werken lagen stil tijdens de Tweede Wereldoorlog.
In de jaren 1999-2003 werd het theater voor een laatste keer uitgegraven en grondig gerestaureerd. Bij de graafwerken kwam een cryptoporticus bloot te liggen. De wijngaard van de bisschop had dit gebouw eeuwen lang overdekt. De cryptoporticus was een grote overdekte gang die acteurs tot in het centrum van de scène bracht. Mogelijks werd het schaduwrijke gebouw en achterliggend plein gebruikt als een gymnasium. De cryptoporticus dateert uit de Laat-Romeinse Tijd.